# Упей
Упей (баш. Өпәй) — тюркизированное фин-угорское племя, участвовавшее в этногенезе башкир, а также казанских (златоустовских), в том числе пермских татар.

## Этимология
По некоторым источникам этноним упей финно-угорского или иранского происхождения. По Камалову, сопоставляется со словом «upe» («река») из балтийских языков.
Из корня объясняются названия не только племени упей, но также г. Уфа (баш. Өфө → Өпө → Өпәй), рек Уфа и Уфалейка (баш. Өпәй → Өпәле).

## Этническая история
Происхождение племени упей связано с финно-уграми, которые были тюркизированы в древнебашкирской среде.
В XIII—XIV вв. упейцы переместились из Приуралья на север и северо-восток Башкортостана.
В XVII—XVIII вв. земли племени упей достигали г. Кунгур.
В XVIII—XIX вв. упейцы потеряли большинство своих земель и тем самым утратили компактность расселения и жили отдельными группами среди русского и татарского населения. Часть племени занимала правобережье реки Уфы — в районе Михайловского Завода, который построен на бывших упейских вотчинах.

## Расселение
На вотчинных землях упейцами основаны ныне татарские села Шокурово, Акбаш (ныне Нижнесергинский район Свердловской области и Арасланово (ныне Нязепетровский район Челябинской области).
Поселения упейцев — Шокурово и Акбаш находились в составе 5-й юрты 2-го башкирского кантона.
В конце XVIII—XIX вв. земли упейцев в административном отношении входили в состав Красноуфимского и Троицкого уездов, а в период кантонной системы управления — в 2-й, 3-й (4-й Западный, 5-й) башкирские кантоны.
В 1834 году в д. Шокурово проживало 404 башкира-упейца, а 1859 году — 600 башкир и 36 припущенников.
В деревне Акбаш в 1834 году в 20 дворах проживало 106 башкир, а в 1859 году их численность увеличилась до 238 человек. Все — вотчинники Упейской волости, имевшие собственные общинные земли.
Ныне на территории расселения упейцев также располагаются Мечетлинский район Башкортостана, Нижнесергинский район Свердловской области и др.